# 太平县 (北周)
太平县，中国南北朝时设置的县，治所在今山西省襄汾县汾城镇。
北魏时，置泰平县。北周在557年建国后，当是为避北周太祖宇文泰讳改为太平县。隋朝时属绛郡。唐朝时，属绛州、绛郡。贞观七年（633年），置太平关。元朝时仍属绛州。明朝洪武二年（1369年），改属平阳府。清朝仍隶之。1914年，改名为汾城县。1954年，与襄陵县合为襄汾县。